# 戴亞·昌德國家體育場
少校戴亞·昌德國家體育場是一座位於印度新德里的曲棍球場。體育場的名字來自於前印度曲棍球運動員戴亞·昌德。本體育場為首屆亞洲運動會的比賽場館之一。

## 外部連結
- 2010年男子曲棍球世界盃賽程
- 2010年大英國協運動會曲棍球場